# Martin (Dakota del Norte)
Martin es una ciudad ubicada en el condado de Sheridan en el estado estadounidense de Dakota del Norte. En el censo de 2010 tenía una población de 78 habitantes y una densidad poblacional de 338,38 personas por km².

## Geografía
Martin se encuentra ubicada en las coordenadas 47°49′36″N 100°6′55″O / 47.82667, -100.11528. Según la Oficina del Censo de los Estados Unidos, Martin tiene una superficie total de 0.23 km², de la cual 0.23 km² corresponden a tierra firme y (0%) 0 km² es agua.

## Demografía
Según el censo de 2010, había 78 personas residiendo en Martin. La densidad de población era de 338,38 hab./km². De los 78 habitantes, Martin estaba compuesto por el 100% blancos, el 0% eran afroamericanos, el 0% eran amerindios, el 0% eran asiáticos, el 0% eran isleños del Pacífico, el 0% eran de otras razas y el 0% pertenecían a dos o más razas. Del total de la población el 0% eran hispanos o latinos de cualquier raza.